# 177º Reggimento fanteria di marina delle guardie
Il 177º Reggimento autonomo fanteria di marina delle guardie (in russo 177-й отдельный гвардейский полк морской пехоты?, 177-j otdel'nyj gvardejskij polk morskoj pechoty, unità militare 87852) è un'unità della Fanteria di marina russa, subordinata alla Flottiglia del Caspio del Distretto militare meridionale e con base a Kaspijsk.

## Storia
Il reggimento fu fondato come il 414º Battaglione autonomo della 77ª Brigata fanteria di marina nell'agosto 1999. Il battaglione fu creato sulla base di unità provenienti da diverse flotte durante la guerra del Daghestan. Successivamente i suoi componenti furono impiegati nella seconda guerra cecena.
Durante la guerra civile in Siria, un contingente del battaglione è stato impegnato nella sorveglianza dell'aeroporto di Laodicea, vicino alla base aerea di Chmejmim dal 23 febbraio 2016.
Il 177º Reggimento è stato formato il 26 novembre 2018 nella città di Kaspijsk, Daghestan. Il 1º dicembre 2018, il nuovo reggimento ha iniziato l'addestramento programmato e l'esecuzione dei compiti assegnati.

### Invasione russa dell'Ucraina
Durante l'invasione dell'Ucraina nella primavera del 2023, il reggimento operò nella oblast' di Zaporižžja. Alla fine dell'anno, il 18 dicembre il reggimento ha ottenuto il titolo onorifico di unità delle guardie per "l'eroismo di massa e il coraggio, la forza d'animo e il coraggio dimostrati dal personale del reggimento nelle operazioni di combattimento per proteggere la Patria e gli interessi dello Stato nei conflitti armati". Nel marzo 2023 il comandante di uno dei battaglioni del reggimento, maggiore Aleksej Suchanov, è stato ucciso da colpi di mortaio vicino al villaggio di Volodymyrivka nell'oblast' di Donec'k.
L'unità ha continuato ad operare in Zaporižžja fino all'incursione ucraina nella regione di Kursk dell'agosto 2024, costringendola ad essere trasferita sul nuovo fronte. Il reggimento ha continuato a combattere le forze ucraine verso Sudža, non riuscendo a fermare l'avanzata nemica.

## Struttura
- Comando di reggimento[2]
- 1º Battaglione fanteria di marina
- 2º Battaglione fanteria di marina
- 3º Battaglione fanteria di marina
- Gruppo d'artiglieria
  - Batteria artiglieria semovente
  - Batteria artiglieria lanciarazzi
  - Batteria artiglieria controcarri
  - Batteria artiglieria contraerea
- Compagnia ricognizione
- Compagnia genio
- Compagnia comunicazioni
- Compagnia logistica
- Compagnia manutenzione
- Compagnia medica

## Comandanti
- Sergej Kolmakov[1]
- Colonnello Pavel Zelenskij[11]